# فرانك لوي كرامر
فرانك لوي كرامر (بالإنجليزية: Frank Louis Kramer)‏ كان دراج أمريكي سابق في صنف سباق الدراجات على الطريق وعلى المضمار. سبق أن شارك في دورة الألعاب الأولمبية الصيفية وفاز بميدالية أولمبية. حقق أيضا ميدالية في دورة ألعاب الكومنولث.

## سجل النتائج

### سباقات أو مراحل فاز بها
- طواف فرنسا
- طواف إسبانيا
- طواف سويسرا
- طواف إيطاليا

## الميداليات
| الميدالية | المسابقة                  |
| --------- | ------------------------- |
| ذهبية     | دورة ألعاب الكومنولث 2006 |

## روابط خارجية
- فرانك لوي كرامر على موقع أرشيف الدراجات (الإنجليزية)
- فرانك لوي كرامر على موقع CycleBase (الإنجليزية)
- فرانك لوي كرامر على موقع أوليمبيديا (الإنجليزية)